# بهارگل (گونه)
بهارگل، (نام علمی: rhinanthus vernalis) نام یک گونه (زیست‌شناسی) از سرده بهارگل است.